# مارسلو برزا
مارسلو برزا (انگلیسی: Marcelo Berza؛ زادهٔ ۲۸ ژوئیهٔ ۱۹۷۵) بازیکن فوتبال اهل آرژانتین است.
از باشگاه‌هایی که در آن بازی کرده‌است می‌توان به باشگاه فوتبال گودوی کروز و باشگاه فوتبال بانفیلد اشاره کرد.